# Dulce amor (telenovela argentina)
Dulce amor es una telenovela argentina coproducida por L.C. Acción Producciones y Telefe. Protagonizada por Sebastián Estevanez y Carina Zampini. Coprotagonizada por Rocío Igarzábal, Esteban Prol, Nicolás Riera, Juan Darthés y Micaela Vázquez. Antagonizada por Segundo Cernadas, Laura Novoa, Sol Estevanez, Mercedes Oviedo y el primer actor Gerardo Romano.
También, contó con las actuaciones especiales de Calu Rivero y los primeros actores Georgina Barbarossa, Arturo Bonín, María Valenzuela, Graciela Pal y Jorge Sassi. Se comenzó a emitir el 23 de enero de 2012  de lunes a viernes a las 22:30hs, hasta el 29 de abril de 2013. Luego, por la incorporación de nuevos programas su horario se retrasó, emitiéndose a las 23:15. En enero de 2013 pasó al horario de las 22:15. Finalmente, en marzo de 2013, regresó a su horario original de las 22:45. La fecha del capítulo final fue el 29 de abril de 2013, luego de 301 capítulos y 15 meses en pantalla. 
El capítulo final se transmitió en vivo desde el Teatro Gran Rex con la conducción de Marley, así como hicieron otras telenovelas argentinas exitosas: Resistiré y Graduados, además contó con la presencia de gran parte de los actores y figuras que pasaron por la telenovela.
En marzo de 2025, se confirmó una segunda temporada.

## Sinopsis
Las hermanas Bandi, dueñas de una fábrica de golosinas muy famosa, enfrentan uno de sus peores momentos. Victoria (Carina Zampini) está al frente de la empresa y es novia de Lorenzo (Segundo Cernadas), el hombre que, sin que Victoria lo sepa, no hace otra cosa que trabajar para que se caiga el imperio. Sin embargo, las vueltas de la vida hacen que Marcos (Sebastián Estevanez), un excorredor de autos, se convierta en el chofer de esta mujer sin alegría. La llegada de este hombre a la familia cambiará el destino de las Bandi, en todos los niveles posibles.
Julián (Juan Darthés) es amigo del alma de Marcos, juntos dedican cada hora libre a preparar el auto de carreras que corre Marcos. Cuando el cierre imprevisto del taller en el que trabajan lo deja en la calle, Julián sigue los pasos de Marcos y se convierte en chofer de la hermana de Victoria, Natacha (Calu Rivero), una hermosa mujer quince años más joven, que lo volverá loco y generará varios problemas en su matrimonio con Gaby (Laura Novoa).

## Argumento
Marcos Guerrero, un hombre de barrio y piloto de TC 2000 pierde una de las carreras más importantes a causa de que su auto fue saboteado. Este trabaja en un taller mecánico junto a su mejor amigo Julián, pero ambos quedan sin trabajo luego de que el dueño, don Dulio, decide vender la propiedad.
Victoria Bandi, por su parte ha llevado una vida de lujo durante sus 35 años y de mucho compromiso y seriedad haciéndose cargo de la fábrica de su familia, está de novia con Lorenzo, quien es el gerente de la fábrica, y necesita contratar un nuevo chofer. Es así cuando Marcos decide presentarse para el puesto, pero está a prueba. Victoria se entera de que Marcos es corredor de autos y decide despedirlo, sin embargo cuando un grupo enviado por Lorenzo intenta secuestrarla, Marcos haciendo uso de sus habilidades logra salvarla, y es así cuando empieza a trabajar definitivo como chofer de la familia Bandi.
Natacha, la otra hermana, tiene 25 años y vive en Los Ángeles desde hace 4 años; regresa a Buenos Aires luego de enterarse de que Victoria había decidido dejar de depositarle dinero a su cuenta, y esta también solicita un chofer, as así cuando Marcos convence a Julián de aceptar el puesto. Natacha empieza a gustar de su chofer, por lo cual intenta seducirlo usando sus dotes de actriz.
Brenda, la menor de las Bandi, tiene 17 años y se encuentra cursando el último año de la secundaria. Un día conoce a Lucas una especie de ratero que odia a los ricos y se enamora de él, entonces comienza a verlo a escondidas sin confesarle quien es ella en verdad. Al tiempo se entera de que es en realidad el nieto de Rosa, la nueva cocinera de su familia.

### Final
El 29 de abril de 2013, en el teatro Teatro Gran Rex se dio lugar al último capítulo de Dulce amor. El mismo contó con una gala conducida por Marley en la cual conversó con la pareja principal de la novela y el elenco. Además, hubo una alfombra roja por la cual transitaron todos aquellos que participaron de la tira, los mismos eran recibidos por Luli Fernández y Darío Barassi.
En el último episodio, finalmente los enamorados terminaron unidos para siempre, después de que Victoria (Carina Zampini) estuviera a punto de ser asesinada por Lorenzo (Segundo Cernadas), que fue detenido, aunque él también tuvo su final feliz junto a Ángeles (Sol Estevanez). Flor (Micaela Vázquez) conoció a un chico que la invitó a tomar algo y ella aceptó muy feliz. Marcos (Sebastián Estevanez) le pidió casamiento a Victoria en una fiesta de la cooperativa de Golosinas Bandi, delante de todos. Ella aceptó, claro. Julián (Juan Darthés) se quedó con Gisela (Florencia Ortiz) y se despidió de Natacha (Calu Rivero), vía Skype, en términos amigables, Tiempo después, Julián y Gisela tuvieron un hijo llamado Valentino. Elena (María Valenzuela) creó la Fundación Bandi para ayudar a la gente del barrio y puso a Emilio (Jorge Sassi) a gestionarla, mientras ella seguía junto con Pepe (Arturo Bonin). Lucas (Nicolás Riera) renunció al viaje que tenía planeado por amor a Brenda (Rocío Igarzábal), y volvieron a estar juntos. Ciro (Santiago Ramundo) regresó la fábrica y la mansión a los Bandi, y siguió con la carrera de arquitecto. Bruno (Nicolás Zuviría) siguió junto a Maite (Malena Sánchez) y se convirtió en compositor. Gabriela (Laura Novoa) cambió su actitud, se hizo amiga de Gisela y también tuvo su final feliz convirtiéndose en la mano derecha de Victoria en la fábrica. Emilio se volvió a encontrar con su antiguo amor Cris, y entre lágrimas se dieron un feliz abrazo de reencuentro. Isabel (Georgina Barbarossa) siguió con el comisario Somoza (Claudio Santorelli). Como era de esperar, no faltó la frase más popular de Victoria: “Lléveme, Marcos, lléveme al fin del mundo”. En la última escena se puede ver a Marcos y a Victoria con una niña y un niño, lo que hace suponer que tuvieron dos hijos. Piden que la saquen una fotografía de ellos con los niños, en donde se los ve sonrientes y diciendo "yaaa
!!!".
Este último episodio marcó 26.9 puntos de rating según IBOPE (Argentina), con picos de hasta de 27 puntos, logrando así su medición más alta. Además marcaron 25,6 puntos la previa y 20.3 puntos el post de la gala. El episodio se emitió sin cortes comerciales.

## Recepción
Según el Grupo IBOPE, en su debut promedió 13,3 puntos de índice de audiencia (con picos de 17), siendo el tercer programa más visto del día. Todas sus emisiones se mantuvieron dentro de los cinco programas más vistos del día en Argentina, alcanzando una audiencia media, durante 2012, de 19.6 puntos de índice de audiencia, y en varias oportunidades logró medir más de 23 puntos (venciendo en varias oportunidades a Showmatch). Tuvo 301 emisiones. 59 quedaron en el primer puesto del índice de audiencia televisivo, 119 en segundo lugar, y 97 en tercero. “Dulce amor” estuvo entre los tres programas más vistos, a lo largo de 16 meses de emisiones.

### Promedios mensuales
La ficción estuvo dieciséis meses al aire. A continuación, la medición promedio mes a mes:
| Año  | Mes        | Cap. emitidos | Audiencia |
| ---- | ---------- | ------------- | --------- |
| 2012 | Enero      | 7             | 17,5      |
| 2012 | Febrero    | 20            | 19,1      |
| 2012 | Marzo      | 21            | 21,4      |
| 2012 | Abril      | 20            | 21,1      |
| 2012 | Mayo       | 22            | 21,4      |
| 2012 | Junio      | 21            | 19,5      |
| 2012 | Julio      | 22            | 17,5      |
| 2012 | Agosto     | 22            | 19,7      |
| 2012 | Septiembre | 19            | 18,9      |
| 2012 | Octubre    | 22            | 19,1      |
| 2012 | Noviembre  | 22            | 18,8      |
| 2012 | Diciembre  | 17            | 16,1      |
| 2013 | Enero      | 19            | 14,9      |
| 2013 | Febrero    | 15            | 16,6      |
| 2013 | Marzo      | 15            | 17,7      |
| 2013 | Abril      | 17            | 19,3      |

- Índice de audiencia promedio 2012: 19,6
- Índice de audiencia promedio 2013: 18,1
- Índice de audiencia capítulo final lunes 29/04/2013: 26,9 (la más alta)

## Premios y nominaciones
| Año  | Premiación            | Categoría                                            | Receptor                     | Resultado |
| ---- | --------------------- | ---------------------------------------------------- | ---------------------------- | --------- |
| 2012 | Premios Tato          | Ficción diaria                                       | Dulce amor                   | Nominada  |
| 2012 | Premios Tato          | Actriz en ficción diaria                             | Carina Zampini               | Nominada  |
| 2013 | Premios Martín Fierro | Mejor ficción diaria                                 | Dulce amor                   | Nominada  |
| 2013 | Premios Martín Fierro | Actriz protagonista de ficción diaria                | Carina Zampini               | Nominada  |
| 2013 | Premios Martín Fierro | Actor protagonista de ficción diaria                 | Juan Darthés                 | Nominado  |
| 2013 | Premios Martín Fierro | Actor protagonista de ficción diaria                 | Sebastián Estevanez          | Nominado  |
| 2013 | Premios Martín Fierro | Actriz de reparto en ficción diaria                  | Georgina Barbarossa          | Nominada  |
| 2013 | Premios Fund TV       | Mejor ficción diaria                                 | Dulce amor                   | Ganadora  |
| 2013 | Premios Tato          | Mejor ficción diaria comedia/novela                  | Dulce amor                   | Nominada  |
| 2013 | Premios Tato          | Actriz protagonista de ficción diaria comedia/novela | Carina Zampini               | Nominada  |
| 2013 | Premios Tato          | Actor protagonista de ficción diaria comedia/novela  | Sebastián Estevanez          | Nominado  |
| 2013 | Premios Tato          | Cortina musical                                      | "Dulce Amor" por The Puentes | Nominada  |
| 2013 | Premios Tato          | Actriz de reparto en ficción diaria                  | Georgina Barbarossa          | Nominada  |
| 2014 | Premios Martín Fierro | Novela                                               | Dulce amor                   | Nominada  |
| 2014 | Premios Martín Fierro | Actriz protagonista de novela                        | Carina Zampini               | Nominada  |
| 2014 | Premios Martín Fierro | Actriz protagonista de novela                        | Laura Novoa                  | Nominada  |
| 2014 | Premios Martín Fierro | Actor protagonista de novela                         | Juan Darthés                 | Nominado  |

## Adaptaciones
- El amor lo manejo yo, adaptación chilena a cargo de la cadena TVN. Protagonizada por María Elena Swett (Victoria Duque), Jorge Zabaleta (Marcos), María Gracia Omegna (Natalia Duque) y Diego Muñoz (Julián).
- Hasta el fin del mundo, adaptación mexicana producida por Televisa en el 2014, Protagonizada por Marjorie de Sousa (Sofía Ripoll), Pedro Fernández quien después fue sustituido por David Zepeda (Salvador Cruz), Claudia Álvarez (Alexa Ripoll) y Diego Olivera (Armando Romero). Antagonizada por Mariana Seoane (Silvana Blanco), Julián Gil (Patricio Iturbide) y Roberto Vander (Gerónimo Peralta).
- Dulce amor, adaptación colombiana a cargo de la cadena Caracol Televisión. Protagonizada por Marianela González (Natalia Toledo), Andrés Sandoval (Martín), Camila Zárate (Verónica Toledo) y Juan Manuel Mendoza (Julián).

## Música de telenovela
1. Dulce Amor - Puentes (Apertura de la novela)
2. El Mundo - Sergio Dalma (Tema de Natacha y Julián)
3. Todo en mi vida eres tú - Juanes (tema de Marcos y Victoria)
4. Fuiste tú - Ricardo Arjona y Gaby Moreno (tema de Marcos y Victoria)
5. Me perdí - Thian (Tema de Marcos y Noelia)
6. Te amo - Sergio Dalma (Tema de Natacha y Julián)
7. Integridad perfecta -  Nicolás Riera y Rocío Igarzábal (tema de Brenda y Lucas)
8. Si tú no existieras - Ricardo Arjona (Tema de Marcos y Victoria)
9. La de la mala suerte - Jesse & Joy (Tema de Julián y Gisella)
10. Llorar - Jesse & Joy + Mario Domm (Tema de Julián y Gisella)
11. Ella vive en mí - Álex Ubago (Tema de Marcos y Luciana)
12. Corre - Jesse & Joy (Tema de Marcos y Noelia) (Tema de Florencia y Lucas)
13. Todo mi mundo - Axel (Tema de Brenda y Ciro)
14. Sin tu amor - Nicolás Zuviría (Tema de Bruno y Maite)
15. Juntos a la par - Rocío Igarzábal (Tema de Brenda y Lucas)
16. Spaghetti del Rock - Nicolás Riera (Tema de Lucas)
17. Dulce Amor (Versión Acústica) - Puentes (Tema general)